# 세이네이 천황
세이네이 천황(일본어: 清寧天皇 세이네이 텐노[*], 444년 ~ 484년 2월 27일)은 일본의 제22대 천황(재위 : 480년 2월 11일 ~ 484년 2월 27일)이다. 이름은 시라카(白髪)이다. 일본식 시호는 《고사기》에 시라카노다케히로쿠니오시와카야마토네코노스메라미코토(白髪武広国押稚日本根子天皇), 시라카노오야마토네코노미코토(白髪大倭根子命)로 표기하고 있다.

## 생애
유랴쿠 천황(雄略天皇)의 제3자로서 어머니는 가쓰라기노카라히메(葛城韓媛)였다. 「시라카(白髮)」라는 이름은 태어날 때부터 머리칼이 희었기에, 이것을 상서로운 것으로 여긴 아버지에 의해 붙여진 이름이라고 한다. 나아가 아버지에 의해 황태자로 책봉되었다.
부왕이 재위 23년만에 서거하고, 기비 씨를 외가로 두고 있던 이복 형제 호시카와노와카미야노미코(星川稚宮皇子)가 오쿠라(大蔵)를 점거하고 권세를 떨치자, 오토모노 무로야(大伴室屋)와 야마토노아야노 아타이쓰가(東漢直掬) 등이 그를 불태워 죽였고, 이듬해 정월에 시라카노미코가 오키미로 즉위했다.
궁은 이와레노미카쿠리노미야(磐余甕栗宮)라 불리며 지금의 나라현(奈良県) 가시하라시(橿原市) 히가시이케지리초(東池尻町)의 미마야코 신사(御厨子神社)로 전하고 있다. 후비를 두지 않았고 따라서 슬하에 자식이 없었으나, 재위 2년에 이치노헤노오시하노미코(市辺押磐皇子)의 아들로 리추 천황의 손자였던 오케노미코(億計王)·호케노미코(弘計王) 형제가 하리마(播磨)에서 발견되자, 칙사를 시켜 그들을 궁중에 불러들이고 오케노미코를 동궁(東宮), 호케노미코를 황자로 삼았다.
재위 5년 정월에 승하하였다. 《미즈카가미(水鏡)》에는 41세, 《신황정통기(神皇正統記)》에는 39세로 되어 있다.
그의 무덤은 가와치노사카토노하라 능(河内坂門原陵)이라 불리며 지금의 오사카부(大阪府) 하비키노시(羽曳野市) 니시우라(西浦) 6정목(丁目)의 니시우라 시라카 산 고분(西浦白髪山古墳, 전방후원분, 전체 길이 112m)로 비정된다.

## 가족 관계
- 아버지 : 일본 제21대 유랴쿠 천황(雄略天皇, 418~479)
- 어머니 : 가쓰라기노카라히메(葛城韓媛)

## 같이 보기
- 일본 천황

| 전 임 유랴쿠 천황 | 제22대 일본 천황 480년 2월 11일 ~ 484년 2월 27일 | 후 임 겐조 천황 |